# فيتور بيريرا
فيتور مانويل دي أوليفيرا لوبيس بيريرا (بالبرتغالية: Vítor Pereira)؛ 26 يوليو 1968) هو مدرب كرة قدم برتغالي، يتولى حالياً تدريب ولفرهامبتون .

## المسيرة التدريبية
بدأ فيتور بيريرا مسيرته التدريبية في فرق الشباب، قبل أن ينطلق في عالم التدريب الاحترافي، حيث تولى تدريب نادي بورتو البرتغالي في موسم 2011–2012 خلفًا لأندريه فياش بواش، وحقق معه نجاحات كبيرة بفوزه بلقب الدوري البرتغالي مرتين متتاليتين.

### أبرز الأندية التي درّبها:
- نادي بورتو (البرتغال)
- النادي الأهلي (السعودية)
- أولمبياكوس (اليونان)
- فنربخشة (تركيا)
- شنغهاي إس آي بي جي (الصين)
- كورينثيانز (البرازيل)

## الإنجازات
- 🏆 الدوري البرتغالي الممتاز: (مرتين) مع بورتو – 2011–12 و2012–13
- 🏆 الدوري اليوناني: مع أولمبياكوس – موسم 2014–15
- 🏆 الدوري الصيني الممتاز: مع شنغهاي SIPG – 2018
- 🏆 كأس السوبر اليوناني: مع أولمبياكوس – 2015

## أسلوب اللعب
يُعرف فيتور بيريرا بأسلوبه التكتيكي المتوازن، حيث يعتمد على تنظيم دفاعي محكم مع مرونة هجومية. كما يُشيد به كثير من اللاعبين بسبب قوة شخصيته وقدرته على إدارة النجوم داخل الفريق.